# Nizam ul-Mulk
Nizam ul-Mulk (Chitral, 1º gennaio 1861 – Chitral, 1º gennaio 1895) è stato un principe indiano.
Fu Mehtar di Chitral dal 1892 al 1895.
Salì al trono di Chitral alla morte del padre nel 1892. Regnò fino al 1895, quando fu fatto assassinare il giorno stesso del suo compleanno dal fratello Amir ul-Mulk che voleva il trono e gli succedette dopo la sua morte.